# Microrégion de Guaporé
La microrégion de Guaporé est une des microrégions du Rio Grande do Sul appartenant à la mésorégion du Nord-Est du Rio Grande do Sul. Elle est formée par l'association de vingt et une municipalités. Elle recouvre une aire de 3 637,724 km2 pour une population de 121 597 habitants (IBGE - 2005). Sa densité est de 33,4 hab./km2. Son IDH est de 0,823 (PNUD/2000).

## Municipalités[1]
- André da Rocha
- Anta Gorda
- Arvorezinha
- Dois Lajeados
- Guabiju
- Guaporé
- Ilópolis
- Itapuca
- Montauri
- Nova Alvorada
- Nova Araçá
- Nova Bassano
- Nova Prata
- Paraí
- Protásio Alves
- Putinga
- São Jorge
- São Valentim do Sul
- Serafina Corrêa
- União da Serra
- Vista Alegre do Prata

## Microrégions limitrophes
- Vacaria
- Caxias do Sul
- Lajeado-Estrela
- Soledade
- Passo Fundo